# Książ Wielki
Pour la gmina, voir Książ Wielki (gmina).
Książ Wielki est une localité polonaise, siège de la gmina de Książ Wielki, située dans le powiat de Miechów en voïvodie de Petite-Pologne.